# Csupajóvár
A Csupajóvár egy 1980-ban a Magyar Televízióban készült színes magyar gyermek kalandfilm, mesejáték, rövidfilm Romhányi József írása után Zsurzs Éva rendezésében.
Bemutatására 1981. május 8-án, pénteken 8:05-ös kezdettel az Iskolatelevízióban (M1) került sor.

## Készítették
- Rendező: Zsurzs Éva
- Írta: Romhányi József
- Forgatókönyvíró: Romhányi József
- Dramaturg: László Margit
- Zeneszerző: Walla Ervin
- Zene: Bojtorján
- Díszlettervező: Nagy Sándor
- Jelmeztervező: Wieber Marianne
- Makett: Pregardt P. Oszkár
- Maszk: Tolnay András
- Fővilágosító: Császár Sándor
- Berendező: Tóth Gyula
- Ruhakivitelező: Csiszár Gábor
- Zenei rendező: Rónai István
- Hangmérnök: Borsos Tibor
- Felvételvezető: Fülöp György
- Műszaki vezető: Nagy Lajos
- Operatőr: 
  - Czabarka György
  - Berek Oszkár
  - Gurbán Miklós
  - Varga István
- Rendező munkatársa: Mészáros József
- Vezető operatőr: Lukács Lóránt
- Gyártásvezető: Baji Tibor

## Szereplők
| Szerep                                                                                   | Megjegyzés                                          | Színész           |
| ---------------------------------------------------------------------------------------- | --------------------------------------------------- | ----------------- |
| Anya                                                                                     | a valóságban                                        | Kádár Flóra       |
| Harangi Bandi                                                                            | a kisfiú, a valóságban és az álmában                | Mészáros Marci    |
| Bőszmodor                                                                                | Bandi álmában Csupajóvárban                         | Mikó István       |
| Illemőr                                                                                  | Bandi álmában Csupajóvárban                         | Zsurzs Kati       |
| Kapus                                                                                    | és várkapitány Bandi álmában Csupajóvárban          | Csákányi László   |
| Manócska                                                                                 | Bandi álmában Csupajóvárban                         | Harkányi Endre    |
| Nyelvőrnagy                                                                              | Bandi álmában Csupajóvárban                         | Benkő Péter       |
| Halmi Panni                                                                              | Bandi valóságos barátja, akivel kalandoznak álmában | Ferencz Orsolya   |
| Képes Péter                                                                              | Bandi valóságos barátja, akivel kalandoznak álmában | Debreczeni András |
| Idegen                                                                                   | Ecset Elek festőművész, Bandi álmában Csupajóvárban | Ferencz László    |
| További szereplők: Árusok Bandi álmában                                                  |                                                     |                   |
| Gallyas József, Harmath Imre, Lang Györgyi, Sándor Erzsébet, Lippai László, Szűcs Sándor |                                                     |                   |

## Történet
Egy kisfiú kalandjairól szól, melyeket álmában él csak át.

## Külső hivatkozások
- Csupajóvár (magyar nyelven). Kritikus tömeg. (Hozzáférés: 2015. október 7.)